# К'ініч-Йо'наль-Ак III
К'ініч-Йо'наль-Ак III (д/н—766 або 767) — ахав Йокібського царства з 758 до 766/767 року.

## Життєпис
Був старшим сином ахава Іцам-К'ан-Ака IV. При народженні отримав ім'я Ік'-Нах-Чак-... Після смерті батька у 758 році обійняв трон. відсунувши іншого претендента — Т'уль-Чіїка. Останній отримав в управління лівобережну частину царства. Церемонія інтронізації відбулася в день 9.16.6.17.1, 7 Іміш 19 Во (14 березня 758 року). З нагоди закінчення періоду в день 9.16.10.0.0, 1 Ахав 3 Сіп (17 березня 761 року) встановлено стелу 14 біля основи піраміди О-13.
Із самого початку стикнувся з протистоянням з царством Па'чан, під час якого у 759 році ахав останнього Яшун-Б'алам IV переміг й захопив молодшого брата К'ініч-Йо'наль-Ака III — Т'уль-Чііка. Втім сам йокібський ахав зберіг свою самостійність.
Після цього зайнявся К'ініч-Йо'наль-Ак III зміцненням своєї влади на місцях. Втім в боротьбі на місцевих правителів (сахалів) він стикнувся з царством Сакц'і, яке змусило К'ініч-Йо'наль-Ака III підкоритися.
У 763 році зумів відновити контроль над царством Пе'туун. В день 9.16.12.10.8, 6 Ламат 1 Мак (1 жовтня 763 року) відбулася відповідна церемонія. З нагоди закінчення п'ятиріччя 9.16.15.0.0, 7 Ахав 18 Поп (19 лютого 766 року) К'ініч-Йо'наль-Ак III встановив стелу 16. Точна дата смерті К'ініч-Йо'наль-Ака III невідома. Вважається, що він помер між лютим 766 року, коли було відсвятковано закінчення п'ятиріччя, і лютим 767 року, коли на трон Йокіба зійшов Ха'-К'ін-Шоок.